# Alemannische Gedichte

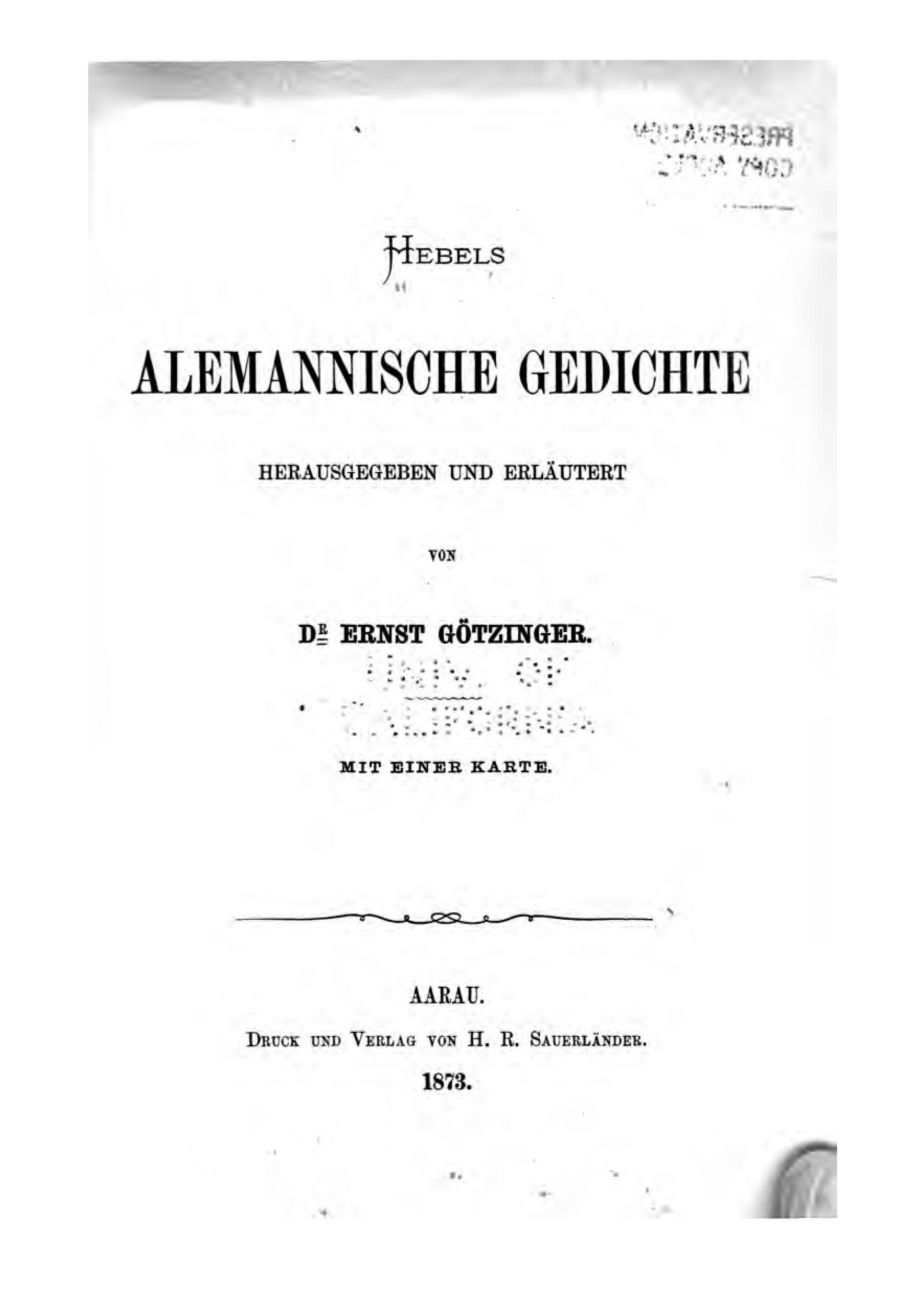
Hebels Alemannische Gedichte

Aus: Allemannische Gedichte, erste Illustration zu Der Morgenstern (Illustrator: Ludwig Richter)

Allemannische Gedichte – Band Nr. 24 in der ersten nachweisbaren Anzeige von Reclams Universal-Bibliothek in einer Zeitung (Leipziger Zeitung vom 4. Februar 1868)

Alemannische Gedichte bzw. Allemannische Gedichte. Für Freunde ländlicher Natur und Sitten (Originaltitel) ist eine Sammlung von Gedichten, die von Johann Peter Hebel, einem in Baden beheimateten Autor, verfasst wurden.
Johann Peter Hebel (1760–1826) war ein deutscher Schriftsteller, Theologe und Pädagoge, der vor allem für seine Gedichte und Kurzgeschichten bekannt ist.

## Kurzeinführung
Die Alemannischen Gedichte sind ein zentrales Werk der alemannischen Mundartliteratur. Erstmals 1803 veröffentlicht, sind diese Gedichte im Dialekt des südwestdeutschen Raums, der Schweiz, des Elsass und Vorarlbergs verfasst. Sie reflektieren die Kultur, Landschaft und das alltägliche Leben im Markgräflerland, Hebels Heimat, und zeichnen sich durch Einfachheit, volksnahen Humor und die Darstellung des ländlichen Lebens aus. Themen wie menschliche Moral und Natur werden dabei aufgegriffen.
Die Gedichte, die auch von Literaturgrößen wie Jean Paul und Goethe geschätzt wurden, hatten einen nachhaltigen Einfluss auf die deutsche und Dialektliteratur. Sie bieten Einblicke in das Weltbild der einfachen Bevölkerung, einschließlich Aberglauben und Alltagsgeschichten, und nutzen die mundartliche Sprache, um ein breites Spektrum an poetischen Nuancen und Akzenten zu eröffnen.
Hebels literarische Karriere begann Ende des 18. Jahrhunderts. Inspiriert von seiner Sehnsucht nach seiner Heimat im Wiesental, verfasste er nach einer Reise im Jahr 1799 die "Allemannischen Gedichte". Die 32 Gedichte, die er als "für Freunde ländlicher Natur und Sitten" betitelte, wurden zunächst in Basel ohne Erfolg zur Veröffentlichung angeboten, bevor sie 1803 bei Philip Macklot in Karlsruhe erschienen. Die erste Auflage trug lediglich die Initialen J.P.H. und eine Widmung an Hebels Verwandte und Freunde in Hausen. Mögliche Gründe für diese Anonymität sind seine Scheu, Bescheidenheit oder die Furcht vor einem Misserfolg.
Ein bekanntes Gedicht aus dieser Sammlung ist Die Vergänglichkeit (ein Gespräch auf der Straße nach Basel zwischen Steinen und Brombach, in der Nacht), in dem Hebel durch die Konversation zwischen einem Vater (Aetti) und seinem Sohn (Bueb) am Beispiel der Burgruine Rötteln über Sterblichkeit und Vergänglichkeit reflektiert, wobei er eigene Erfahrungen mit dem Tod seiner Mutter verarbeitet (dabei den Basler Totentanz erwähnend).
Der Erfolg der Alemannischen Gedichte war beachtlich, mit einer neuen Auflage im Jahr 1804, diesmal mit Hebels Namen. Sogar Markgraf Karl Friedrich war beeindruckt und verlangte, dass Hebel ihm aus den Gedichten vorlas. In den folgenden Jahrzehnten wurden weitere Auflagen veröffentlicht, und die Gedichte erhielten Rezensionen von Jean Paul und Goethe. Hebel äußerte stolz in einem Brief, dass es ihm gelungen sei, der „sonst so verachtete(n) und lächerlich gemachte(n) Sprache“ zu Ansehen und Wertschätzung zu verhelfen.
Die Alemannischen Gedichte wurden häufig illustriert, unter anderem von Künstlern wie Benjamin Zix, Sophie Reinhard, Julius Nisle, Ludwig Richter und Kaspar Kögler. Besonders bemerkenswert sind die zehn Blätter von Sophie Reinhard, die später auf einer Postkartenserie popularisiert wurden.
Eine neuere von Wilhelm Zentner herausgegebene Edition bei Reclam – wobei das Werk Allemannische Gedichte als Nummer 24 bereits früh Aufnahme in der Universal-Bibliothek fand – beinhaltet die Gedichte in der Version von 1820 mit einer hochdeutschen Übersetzung von Richard Gäng sowie Anmerkungen und eine Einleitung.